# チーチ&チョン
チーチ&チョン（Cheech & Chong） - チーチ・マリン （Richard "Cheech" Marin） とトミー・チョン （Tommy Chong） - は、コメディアン、ミュージシャンである。

## 略歴
カナダのバンクーバーにあったトミー・チョンの家族が経営するトップレス・クラブで二人は出会う。
その後、ロックバンド「City Lights」を結成するが、まもなく解散しチーチ&チョンとしてハリウッドに進出した。
1970年代から80年代にかけてマリファナとヒッピーを題材にした映画や音楽で人気を博した。
1973年に、ジョージ・ハリスン、キャロル・キングらが参加した『Los Cochinos』でグラミー賞ベスト・コメディ・アルバムを受賞。シングルカットされた「Basketball Jones」はビルボード・シングルチャート15位を記録した。ローリング・ストーンズのパシフィック・ツアーでは、オープニング・アクトを務めた。
1974年に、別名バンドAlice Bowieによる「Earache My Eye」はビルボード・シングルチャート9位を記録した。（「Earache My Eye」は後にKORNによってカバーされている。）
1978年に公開された主演映画『チーチ&チョン スモーキング作戦（Up in Smoke）』は全米年間興行収入成績第8位（全米週間興行収入成績第1位 1978年9月22日付）のヒットを記録。
1983年には、映画『チーチ&チョン イエロー・パイレーツ』でモンティ・パイソンと共演している。
1985年に、マーティン・スコセッシ監督の映画『アフター・アワーズ』に出演した。
2008年に再結成しワールド・ツアーを行った。
度々アメリカのマリファナ専門雑誌「ハイ・タイムズ」の表紙を飾っている。（1980 Aug号, 2001 July号, 2008 Nov号, 2010 June号）

## ディスコグラフィ

### アルバム
- Cheech and Chong (album)|Cheech and Chong (1971年)
- Big Bambu （ビッグ・バンブー）(1972年)
- Los Cochinos (1973年)
- Cheech & Chong's Wedding Album|Wedding Album (1974年)
- Sleeping Beauty (album)|Sleeping Beauty (1976年)
- Up in Smoke (soundtrack)|Up in Smoke (1979年)
- Let's Make a New Dope Deal (1980年)
- Cheech & Chong's Greatest Hit|Greatest Hit (1981年)
- Get Out of My Room (1985年)
- Where There's Smoke There's Cheech & Chong (2002年)

### シングル
- Santa Claus and His Old Lady(1971年)
- Basketball Jones featuring Tyrone Shoelaces(1973年)
- Sister Mary Elephant(1973年)
- Earache My Eye(1974年)
- Black Lassie featuring Johnny Stash(1974年)
- (How I Spent My Summer Vacation) or A Day At The Beach with Pedro & Man, Parts I & II(1975年)
- Framed(1976年)
- Bloat On featuring The Bloaters(1977年)
- Up In Smoke(1978年)
- Born in East L.A.(1985年)
- I'm Not Home Right Now(1985年)

## フィルモグラフィ
- Up in Smoke　チーチ&チョン スモーキング作戦 (1978年)
- Cheech & Chong's Next Movie (1980年)
- Nice Dreams　チーチ&チョンの気分は最高 (1981年)
- It Came From Hollywood (1982年)
- Things Are Tough All Over　チーチ&チョンのオンボロ大豚走 (1982年)
- Still Smokin'　チーチとチョンのまだ吸ってるの (1983年)
- Yellowbeard　チーチ&チョン イエロー・パイレーツ (1983年)
- Cheech & Chong's The Corsican Brothers　チーチ&チョンのコルシカン・ブラザース (1984年)
- After Hours アフター・アワーズ (1985年)
- Get Out of My Room (1985年)
- Grass　グラス (1999年)
- A/k/a Tommy Chong (2005年)
- Hey Watch This (2010年)